# Familia Crood: Vremuri Noi
Familia Crood: Vremuri Noi (engleză The Croods: A New Age, numit și Croods 2) este un film 3D de animație și comedie din 2020 produs de DreamWorks Animation și distribuit de Universal Pictures. Este continuarea filmului din 2013 Familia Crood.